# أوسكار ديفيد ألفاريز
أوسكار ديفيد ألفاريز (بالإسبانية: Óscar David Álvarez)‏ هو لاعب غولف كولومبي، ولد في 29 مارس 1983 في ميديلين في كولومبيا.

## وصلات خارجية
- أوسكار ديفيد ألفاريز على موقع رابطة لاعبي الغولف المحترفين (الإنجليزية)
- أوسكار ديفيد ألفاريز على موقع التصنيف العالمي الرسمي للغولف (الإنجليزية)